# Saison 2011 des Cardinals de Saint-Louis
La Saison 2011 des Cardinals de Saint-Louis est la 130e saison en ligue majeure (120e en Ligue nationale) pour cette franchise.
Les Cardinals profitent de la déroute historique des Braves d'Atlanta et comblent leur retard de 10 parties et demie au 5 septembre pour devancer leurs adversaires au dernier jour du calendrier régulier, méritant la qualification comme meilleurs deuxièmes pour les séries éliminatoires. Ils deviennent champions de la Ligue nationale en battant successivement en éliminatoires les Phillies de Philadelphie et les Brewers de Milwaukee. Victorieux de la Série mondiale 2011 sur les Rangers du Texas, ils remportent le 11e titre de l'histoire de leur franchise.

## Intersaison

### Arrivées

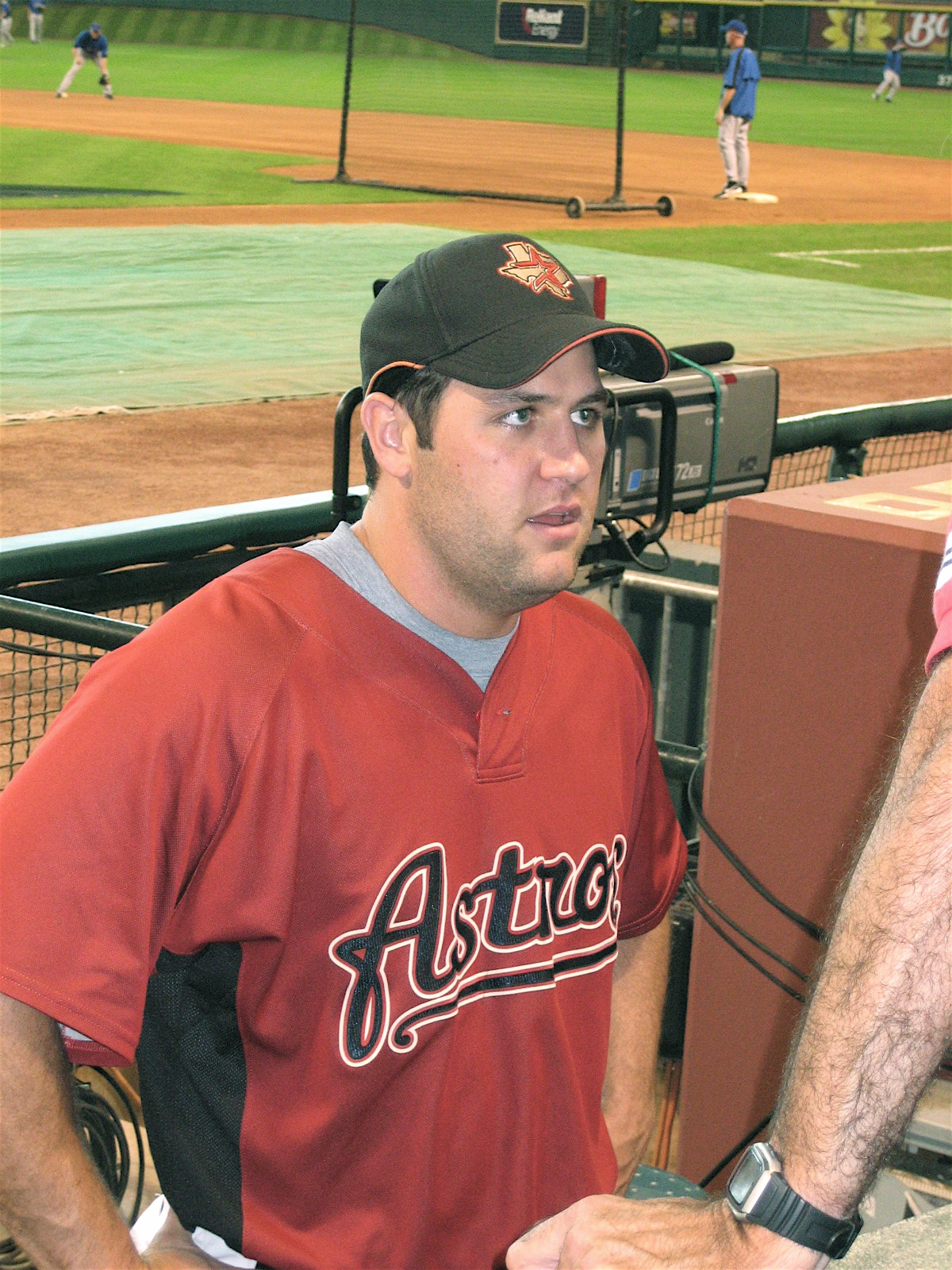
Lance Berkman rejoint les Cardinals

Libéré de son contrat chez les Blue Jays de Toronto, le lanceur Brian Tallet signe le 30 novembre un contrat d'un an pour 750 000 dollars avec les Cardinals. Le même jour, le club annonce la conclusion d'un échange avec les Cubs de Chicago. Le joueur d'arrêt-court Ryan Theriot passe aux Cardinals en retour du lanceur Blake Hawksworth.
Devenu agent libre, le joueur polyvalent (voltigeur et joueur de premier but) Lance Berkman signe le 4 décembre chez les Cardinals pour huit millions de dollars pour un an.
Devenu agent libre après deux saisons chez les Tigers de Détroit, le receveur Gerald Laird signe le 14 décembre un contrat d'un avec les Cardinals.
Devenu agent libre après sept saisons chez les Twins du Minnesota, le joueur de deuxième but Nick Punto signe le 21 janvier 2011 un contrat d'une saison pour 700 000 dollars avec les Cardinals.

### Départs
Mike MacDougal, Evan MacLane, Brad Penny, Dennys Reyes, Jeff Suppan, Matt Pagnozzi, Pedro Feliz, Aaron Miles, Brendan Ryan et Randy Winn deviennent agents libres et quittent le club. Blake Hawksworth est échangé. Jason LaRue prend sa retraite. Joe Mather quitte le club via un ballottage.

### Grapefruit League
32 rencontres de préparation sont programmées du 28 février au 29 mars à l'occasion de cet entraînement de printemps 2011 des Cardinals.
Avec 14 victoires et 16 défaites, les Cardinals terminent onzièmes de la Grapefruit League et enregistrent la dixième meilleure performance des clubs de la Ligue nationale.

## Saison régulière

### Classement
| Ligue nationale (Division Centrale) | V  | D   | %    | GB |
| ----------------------------------- | -- | --- | ---- | -- |
| Brewers de Milwaukee                | 96 | 66  | .593 | -  |
| Cardinals de Saint-Louis            | 90 | 72  | .556 | 6  |
| Reds de Cincinnati                  | 79 | 83  | .488 | 17 |
| Pirates de Pittsburgh               | 72 | 90  | .444 | 24 |
| Cubs de Chicago                     | 71 | 91  | .438 | 25 |
| Astros de Houston                   | 56 | 106 | .346 | 40 |

### Résultats
| Légende                | Légende               | Légende       |
| victoire des Cardinals | défaite des Cardinals | match reporté |
| ---------------------- | --------------------- | ------------- |

#### Mai
| #  | Date    | Adversaire | Score | Victoire      | Défaite        | Sauvetage  | Affluence | Bilan |
| -- | ------- | ---------- | ----- | ------------- | -------------- | ---------- | --------- | ----- |
| 28 | 1er mai | @ Braves   | 5 - 6 | Venters (1-0) | Franklin (0-3) |            | 34 129    | 16-12 |
| 29 | 2 mai   | Marlins    | 6 - 5 | Mujica (3-1)  | Boggs (0-2)    | Núñez (10) | 32 635    | 16-13 |
| 30 | 3 mai   | Marlins    |       |               |                |            |           |       |
| 31 | 4 mai   | Marlins    |       |               |                |            |           |       |
| 32 | 5 mai   | Marlins    |       |               |                |            |           |       |
| 33 | 6 mai   | Brewers    |       |               |                |            |           |       |
| 34 | 7 mai   | Brewers    |       |               |                |            |           |       |
| 35 | 8 mai   | Brewers    |       |               |                |            |           |       |
| 36 | 10 mai  | @ Cubs     |       |               |                |            |           |       |
| 37 | 11 mai  | @ Cubs     |       |               |                |            |           |       |
| 38 | 12 mai  | @ Cubs     |       |               |                |            |           |       |
| 39 | 13 mai  | @ Reds     |       |               |                |            |           |       |
| 40 | 14 mai  | @ Reds     |       |               |                |            |           |       |
| 41 | 15 mai  | @ Reds     |       |               |                |            |           |       |
| 42 | 16 mai  | Phillies   |       |               |                |            |           |       |
| 43 | 17 mai  | Phillies   |       |               |                |            |           |       |
| 44 | 18 mai  | Astros     |       |               |                |            |           |       |
| 45 | 19 mai  | Astros     |       |               |                |            |           |       |
| 46 | 20 mai  | @ Royals   |       |               |                |            |           |       |
| 47 | 21 mai  | @ Royals   |       |               |                |            |           |       |
| 48 | 22 mai  | @ Royals   |       |               |                |            |           |       |
| 49 | 23 mai  | @ Padres   |       |               |                |            |           |       |
| 50 | 24 mai  | @ Padres   |       |               |                |            |           |       |
| 51 | 25 mai  | @ Padres   |       |               |                |            |           |       |
| 52 | 27 mai  | @ Rockies  |       |               |                |            |           |       |
| 53 | 28 mai  | @ Rockies  |       |               |                |            |           |       |
| 54 | 29 mai  | @ Rockies  |       |               |                |            |           |       |
| 55 | 30 mai  | Giants     |       |               |                |            |           |       |
| 56 | 31 mai  | Giants     |       |               |                |            |           |       |

## Draft
La Draft MLB 2011 se tient du 6 au 8 juin 2011 à Secaucus (New Jersey). Les Cardinals ont le vingt-deuxième choix.

## Affiliations en ligues mineures
| Niveau            | Equipe                      | Ligue                         | Manager          | Vic. | Déf. | Classement |
| ----------------- | --------------------------- | ----------------------------- | ---------------- | ---- | ---- | ---------- |
| AAA               | Memphis Redbirds            | Ligue de la côte du Pacifique | Chris Maloney    |      |      |            |
| AA                | Springfield Cardinals       | Texas League                  | Ron Warner       |      |      |            |
| A-Advanced        | Palm Beach Cardinals        | Florida State League          | Luis Aguayo      |      |      |            |
| A                 | Quad Cities River Bandits   | Midwest League                | Johnny Rodriguez |      |      |            |
| A (saison courte) | Batavia Muckdogs            | New York - Penn League        | Dann Bilardello  |      |      |            |
| Ligue des recrues | Johnson City Cardinals      | Appalachian League            | Mike Shildt      |      |      |            |
| Ligue des recrues | Gulf Coast League Cardinals | Gulf Coast League             |                  |      |      |            |
| Ligue des recrues | VSL Cardinals               | Dominican Summer League       |                  |      |      |            |